# Mladost pred sudom (1957.)
Mladost pred sudom je hrvatska televizijska drama iz 1957. godine, u režiji Bogdana Jerkovića. Riječ je o televizijskoj prilagodbi istoimene kazališne predstave koju je izvodilo Studentsko eksperimentalno kazalište (SEK) iz Zagreba. Drama se temelji na istoimenom djelu nizozemca Hansa Tiemeyera.
Premijerno je emitirana 22. prosinca 1957. na Televiziji Zagreb.

## Produkcija
„Mladost pred sudom“ je izvedena kao gostovanje Studentskog eksperimentalnog kazališta u televizijskom studiju. Redatelj Bogdan Jerković prilagodio je predstavu za televizijsku izvedbu, zadržavši osnovnu strukturu kazališne inscenacije. Snimanje je izvedeno u prostorima Televizije Zagreb.